# Tytuvėnai
Tytuvėnai è una città della Lituania, situata nella contea di Šiauliai.

## Monumenti e luoghi d'interesse

### Architetture religiose

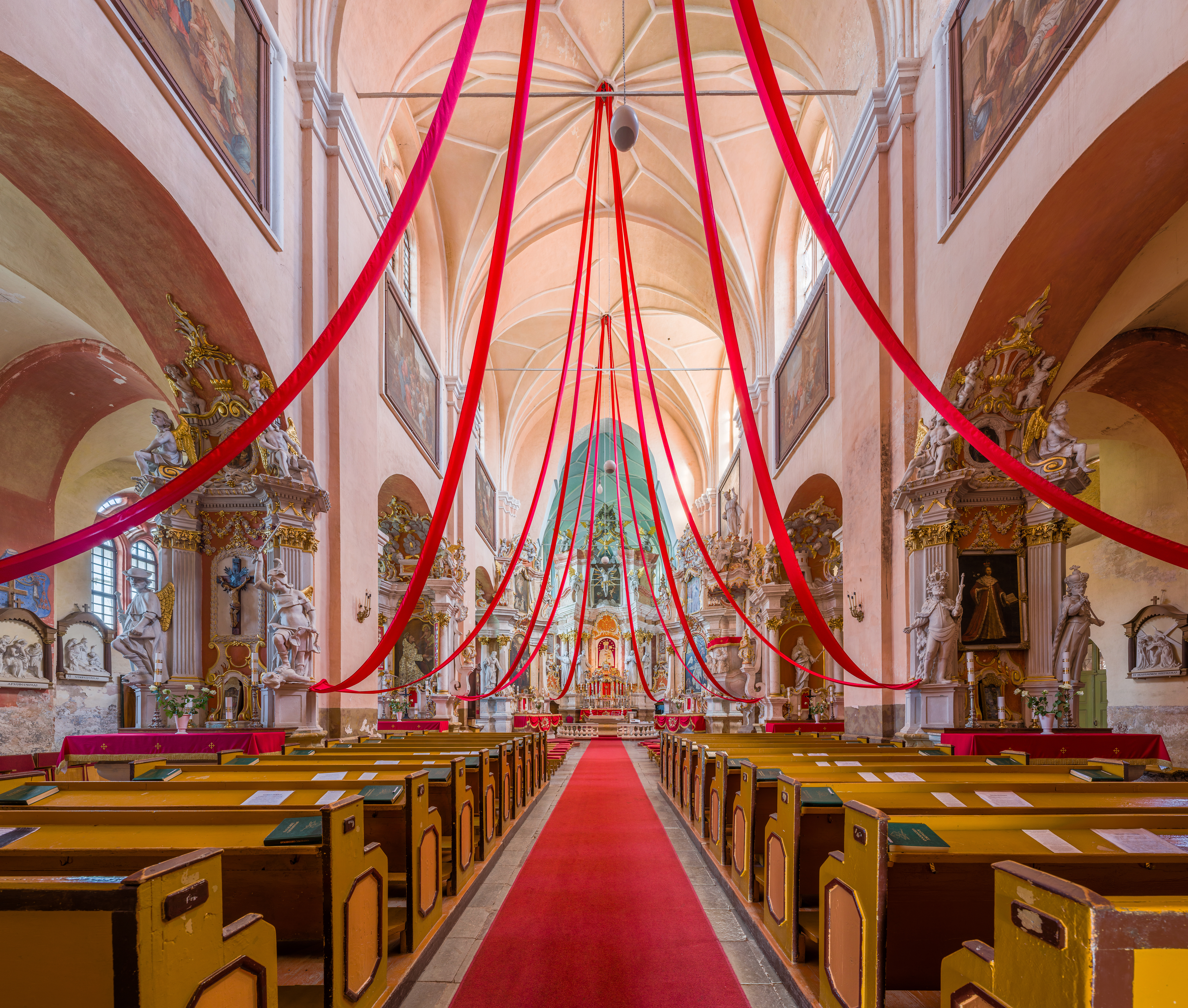
Interno del monastero di Tytuvėnai

- Monastero